# روجینگ
روجینگ (انگلیسی: Rujing؛ ۱۱۶۲ – ۱۲۲۸) یک راهب بودایی و استاد دوگن بنیان‌گذار سوتو (فرقه ذن) بود.